# 2096 Väinö
2096 Väinö è un asteroide della fascia principale. Scoperto nel 1939, presenta un'orbita caratterizzata da un semiasse maggiore pari a 2,4448018 UA e da un'eccentricità di 0,2341363, inclinata di 0,99123° rispetto all'eclittica.
L'asteroide porta il nome di Väinö Väisälä, fratello dello scopritore, il cui nome deriva a sua volta da quello di Väinämöinen, personaggio della mitologia finnica.